# Operação Trikora
A Operação Trikora foi uma operação militar indonésia que visava apreender e anexar o território ultramarino holandês da Nova Guiné Holandesa em 1961 e 1962. Após negociações, os Países Baixos assinaram o Acordo de Nova Iorque com a Indonésia em 15 de agosto de 1962, abandonando o controle da Nova Guiné Ocidental para as Nações Unidas.

## Contexto
Quando o resto das Índias Orientais Holandesas se tornou totalmente independente como Indonésia em dezembro de 1949, os holandeses mantiveram a soberania sobre a parte ocidental da ilha da Nova Guiné e tomaram medidas para prepará-la para a independência como um país separado. Os holandeses e alguns líderes da Papua Ocidental argumentaram que o território não pertencia à Indonésia porque os papuas ocidentais eram etnicamente e geograficamente separados dos indonésios, sempre foram administrados separadamente e que os papuas ocidentais não queriam estar sob controle indonésio. A partir da sua independência em 1949 até 1961, a Indonésia tentou ganhar o controle da Nova Guiné Ocidental através das Nações Unidas sem sucesso. Desde a Revolução Nacional Indonésia, os nacionalistas indonésios consideravam a Nova Guiné Ocidental como uma parte intrínseca do Estado indonésio. Também alegaram que a Nova Guiné Ocidental (Irian Barat) pertencia à Indonésia e estava sendo ocupada ilegalmente pelos holandeses.
Desde 1954, a Indonésia lançou esporadicamente  incursões militares no oeste da Nova Guiné. Após o fracasso das negociações nas Nações Unidas, o presidente da Indonésia, Sukarno, aumentou a pressão sobre os Países Baixos ao nacionalizar empresas e propriedades holandesas e repatriar cidadãos holandeses. Essas ações aumentaram as tensões entre a Indonésia e os Países Baixos levaram a uma redução acentuada no comércio entre os dois países. Após um período prolongado de assédio a diplomatas holandeses na Indonésia, a Indonésia rompeu formalmente as relações com os Países Baixos em agosto de 1960. A Indonésia também aumentou sua pressão militar sobre a Nova Guiné Holandesa comprando armas da União Soviética e do Bloco Oriental. Nos anos seguintes, o governo de Sukarno se tornaria dependente do apoio militar soviético.
Em 19 de dezembro de 1961, Sukarno decretou o estabelecimento do Triplo Comando do Povo ou Tri Komando Rakyat (Trikora) para anexar o que a Indonésia chamou de Irian Ocidental até 1 de janeiro de 1963. O comando operacional da Trikora seria chamado de Comando Mandala para a Libertação de Irian Ocidental (Komando Mandala Pembebasan Irian Barat) com o major-general Suharto (o futuro presidente da Indonésia) servindo como seu comandante. Em preparação para a invasão planejada, o comando Mandala começou a fazer incursões terrestres, aéreas e marítimas em Irian Ocidental. Como resultado, a Indonésia iniciou uma política de confrontar os holandeses pelo controle da Nova Guiné Ocidental. Sukarno também embarcou em uma política de "mobilização progressiva" para preparar a nação para cumprir seus comandos.
Embora os Estados Unidos, o Reino Unido e a Austrália estivessem do lado das reivindicações dos Países Baixos sobre a Nova Guiné Ocidental e se opusessem ao expansionismo indonésio, não estavam dispostos a dar apoio militar aos holandeses. Os Países Baixos não conseguiram encontrar apoio internacional suficiente para sua política na Nova Guiné. Por outro lado, Sukarno conseguiu reunir o apoio da União Soviética e seus aliados do Pacto de Varsóvia e do Movimento Não-Alinhado. Em resposta às reivindicações indonésias, os Países Baixos aceleraram o processo de implementação do autogoverno da Papua Ocidental a partir de 1959. Essas medidas incluíram o estabelecimento de um conselho legislativo da Nova Guiné em 1960, estabelecimento de hospitais, conclusão de um estaleiro em Manokwari, desenvolvimento de locais de pesquisa agrícola e plantações; e a criação do Corpo de Voluntários de Papua para defender o território.

## Operações militares indonésias

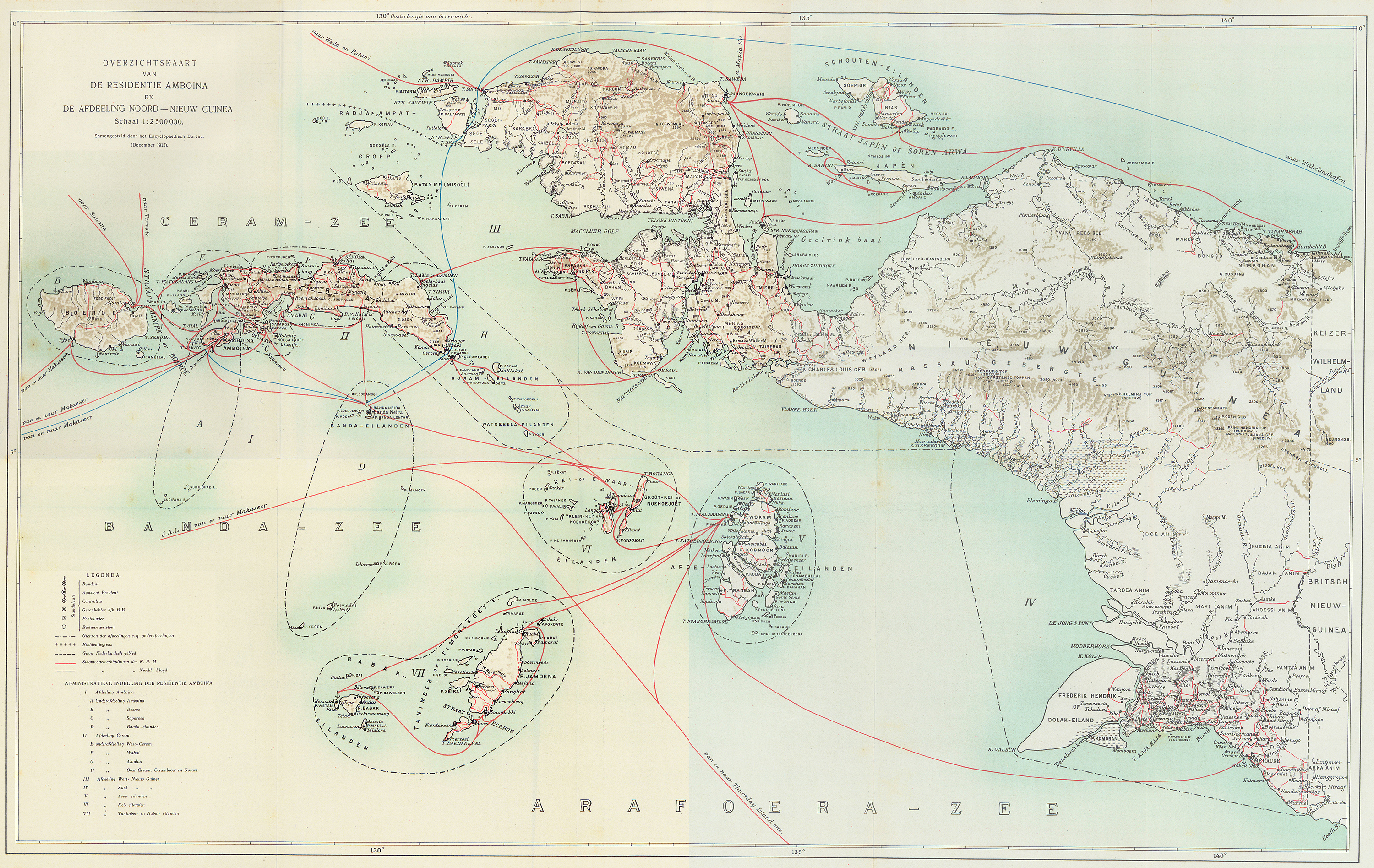
O território disputado da Nova Guiné Ocidental.

Em 1962, incursões indonésias no território sob a forma de lançamentos de paraquedistas e desembarques navais de guerrilheiros foram usados para intensificar o confronto diplomático do chanceler indonésio Subandrio com os holandeses. A Operação Trikora se desdobraria em três fases: infiltração, exploração e consolidação, todas sob a cobertura da Força Aérea da Indonésia. O plano previa primeiro a inserção de pequenos bandos de tropas indonésias por mar e por lançamento aéreo, que então afastariam as forças holandesas para longe das áreas onde a fase de exploração realizaria desembarques anfíbios em grande escala e operações de paraquedistas para capturar locais estratégicos. A fase de consolidação expandiria então o controle indonésio sobre toda a Nova Guiné Ocidental.
Em 15 de janeiro de 1962, a fase de infiltração da Operação Trikora começou quando quatro torpedeiros da Marinha Indonésia tentaram desembarcar uma unidade de 150 fuzileiros na costa sul da Nova Guiné, perto de Vlakke Hoek. A força foi detectada por uma aeronave holandesa Lockheed P2V-7B Neptune e as  embarcações indonésias foram interceptadas por três destróieres holandeses. Durante a subsequente Batalha do Mar de Arafura, um barco indonésio foi afundado e outros dois ficaram gravemente danificados e forçados a recuar. Assim, este desembarque anfíbio indonésio planejado terminou desastrosamente com muitos membros da tripulação e fuzileiros navais sendo mortos, entre eles o comodoro Yos Sudarso, vice-chefe do Estado-Maior da Marinha da Indonésia. Cerca de 55 sobreviventes foram capturados. Ao longo dos próximos oito meses, as forças indonésias conseguiram inserir 562 soldados por mar e 1.154 por lançamentos aéreos. As tropas indonésias inseridas conduziram operações de guerrilha em toda a Nova Guiné Ocidental a partir de abril de 1962, mas foram em grande parte militarmente ineficazes. Pelo menos 94 soldados indonésios foram mortos e 73 ficaram feridos durante as hostilidades. Em contraste, os holandeses sofreram apenas baixas mínimas.
A atividade militar indonésia continuou a aumentar na área até meados de 1962, em preparação para a segunda fase da operação. A Força Aérea da Indonésia começou a realizar missões na área a partir de bases nas ilhas vizinhas, com bombardeiros Tupolev Tu-16 fornecidos pelos soviéticos armados com mísseis antinavio KS-1 Komet implantados em antecipação a um ataque contra o HNLMS Karel Doorman.
No verão de 1962, os militares indonésios começaram a planejar um ataque anfíbio e aéreo em grande escala contra Biak, principal base de poder dos Países Baixos em Irian Ocidental. Esta operação teria sido conhecida como Operação Jayawijaya ("Vitória sobre o Imperialismo") e teria incluído uma força-tarefa substancial de 60 navios, incluindo vários que foram fornecidos pelos aliados soviéticos e do Bloco Oriental de Sukarno. Em 13 e 14 de agosto de 1962, lançamentos aéreos de tropas indonésias foram realizados a partir de Sorong no noroeste a Merauke no sudeste como um desvio para um ataque anfíbio contra a base militar holandesa em Biak por uma força de 7.000 paraquedistas do Exército (RPKAD) e da Força Aérea (PASGAT), 4.500 fuzileiros navais e 13.000 militares, de vários distritos militares (Kodams). No entanto, a seção de inteligência de sinais Marid 6 Nova Guiné Holandesa da Marinha Holandesa (Marid 6 NNG) e a aeronave Neptune detectaram a  força invasora e alertaram seu comando.
De acordo com Wies Platje, a Marinha Real Neerlandesa foi responsável pela defesa da Nova Guiné Ocidental. Em 1962, a presença naval holandesa na Nova Guiné consistia em cinco destróieres antissubmarino, duas fragatas, três submarinos, um navio de pesquisa, um navio de abastecimento e dois petroleiros. O poder aéreo holandês na Nova Guiné Ocidental consistia em onze aeronaves Lockheed P2V-7B Neptune da Marinha Real Holandesa  mais 24 caças Hawker Hunter da Força Aérea Real Neerlandesa. Além disso, as forças terrestres holandesas consistiam em várias unidades de artilharia antiaérea, cinco companhias do Corpo de Fuzileiros Navais dos Países Baixos e três batalhões de infantaria do Exército Real Neerlandês. Como parte da defesa planejada, os holandeses consideraram usar o Marid 6 NNG para interromper os sistemas de comunicação dos militares indonésios.

## Consequências
Em 15 de agosto de 1962, os Países Baixos reconheceram a decisão da Indonésia de tomar a Nova Guiné Ocidental. Como não estava disposto a ser arrastado para um conflito prolongado do outro lado do mundo, o governo holandês assinou o Acordo de Nova York, que entregou a colônia a uma administração interina das Nações Unidas. Consequentemente, a Operação Jayawijaya foi cancelada e a Nova Guiné Ocidental foi oficialmente adquirida pela Indonésia em 1963. A decisão holandesa de entregar a Nova Guiné Ocidental à Indonésia foi influenciada por seu principal aliado, os Estados Unidos. Embora os Países Baixos fossem um membro da Organização do Tratado do Atlântico Norte (OTAN) e, portanto, um aliado dos estadunidenses, o governo Kennedy não estava disposto a antagonizar a Indonésia, uma vez que tentava cortejar o presidente Sukarno para longe da órbita soviética. As incursões dos militares indonésios em Irian Ocidental, além da substancial assistência militar soviética aos militares indonésios, convenceram o governo dos Estados Unidos a pressionar os holandeses a buscar uma solução pacífica para o conflito.
O Acordo de Nova York foi o resultado de negociações que foram lideradas pelo diplomata norte-americano Ellsworth Bunker. Como medida para salvar a reputação dos holandeses, Bunker providenciou um cessar-fogo holandês-indonésio que seria seguido pela entrega da Nova Guiné Ocidental em 1 de outubro de 1962 a uma Autoridade Executiva Temporária das Nações Unidas (UNTEA). Em 1 de maio de 1963, a Indonésia anexou formalmente a Nova Guiné Ocidental. Como parte do Acordo de Nova York, foi estipulado que um plebiscito popular, chamado Ato de Livre Escolha, seria realizado em 1969 para determinar se os papuas ocidentais escolheriam permanecer na Indonésia ou buscar a autodeterminação. No entanto, os esforços estadunidenses para conquistar Sukarno se mostraram inúteis e a Indonésia voltou sua atenção para a ex-colônia britânica da Malásia, resultando no Confronto Indonésia-Malásia. Em última análise, o presidente Sukarno foi deposto durante o golpe de Estado indonésio em 1965 e foi substituído pelo pró-ocidental Suharto.  A empresa de mineração estadunidense Freeport-McMoRan começou a explorar os depósitos de cobre e ouro da Nova Guiné Ocidental.
Após o plebiscito do Ato de Livre Escolha em 1969, a Irian Ocidental foi formalmente integrada à República da Indonésia. Enquanto vários observadores internacionais, incluindo jornalistas e diplomatas, criticaram o referendo como sendo fraudado, os Estados Unidos e a Austrália apoiaram os esforços da Indonésia para garantir a aceitação nas Nações Unidas para o voto pró-integração. Ao todo, 84 estados membros votaram a favor da aceitação do resultado pelas Nações Unidas, com 30 abstenções. Devido aos esforços dos Países Baixos para promover uma identidade nacional da Papua Ocidental, um número significativo de papuas ocidentais se recusou a aceitar a integração do território na Indonésia. Estes formaram o separatista Organisasi Papua Merdeka (Movimento Papua Livre) e empreenderam uma insurgência contra as autoridades indonésias, que continua até hoje.